# تيسا دي لو
تيسا دي لو (بالهولندية: Tessa de Loo) (مواليد 15 أكتوبر 1946)، هو الاسم المستعار للكاتبة الهولندية جوانا مارتينا (تينيكي) دويفيني دي فيت.

## من مؤلفاتها المترجمة للعربية
- رواية: <التوأمتان>.[2]

## الجوائز
- 1984 - جائزة أنطون واشتر.
- 1984 - جائزة أذن الحمار الذهبي.
- 1994 - جائزة الجمهور للكتاب الهولندي.
- 1994 - جائزة أوتو فون دير جابلنتز.

## روابط خارجية
- الموقع الرسمي